# Länsväg 119
De Zweedse weg 119 (Zweeds: Länsväg 119) is een provinciale weg in de provincies Skåne län en Kronobergs län in Zweden en is circa 82 kilometer lang. De weg ligt in het zuiden van Zweden.

## Plaatsen langs de weg
- Hässleholm
- Stoby
- Broby
- Glimåkra
- Lönsboda
- Ryd
- Urshult

## Knooppunten
- Riksväg 21 bij Hässleholm (begin)
- Riksväg 23: gezamenlijk tracé over zo'n 2 kilometer, bij Hässleholm
- Riksväg 19 bij Broby
- Riksväg 15: gezamenlijk tracé over zo'n 5 kilometer, bij Lönsboda
- Länsväg 121 bij Lönsboda
- Länsväg 126: start gezamenlijk tracé over zo'n 3 kilometer, bij Ryd
- Länsväg 126: einde gezamenlijk tracé, Länsväg 120: start gezamenlijk tracé, bij Ryd
- Länsväg 120: einde gezamenlijk tracé, bij Urshult (einde)